# Тодор Милићевић
Тодор К. Милићевић (Бресница, 28. фебруар 1890 — Берн, 30. јуна 1980) био је генералштабни бригадни генерал Југословенске војске и први генерал из Топлице. Носилац је Карађорђеве звезде са мачевима.

## Биографија
Рођен је 1890. године у Бресници, срез прокупачки. Када је завршио шест разреда гимназије, ступио је 1909. године у Војну академију и уочи Првог балканског рата 1912. године, унапређен је у чин потпоручника.
Учествовао је у свим ратовима од 1912. до 1918. године. у ратовима је командовао водом и четом и из ратова је изашао са чином капетана 1. класе. Указом бр. 135893 одликован је за испољену храброст на Солунском фронту као капетан официрским орденом Карађорђеве звезде са мачевима 4. реда.
У чин мајора је унапређен 1920. године а затим је завршио највише војне школе и курсеве у иностранству, па је преведен у генералштабну струку. Између два светска рата био је начелник штаба Зетске, Шумадијске и Дравске дивизије а затим шеф оперативног одсека Главног генералштаба. Образован официр, са завршеним највишим школама у земљи и иностранству, са знањем неколико страних језика, Тодор Милићевић је дуже време руководио обавештајним радом у војсци а затим је био војни изасланик у амбасадама у Мађарској и Аустрији, земљама у којима је био највише изражен непријатељски рад према Југославији.
У априлском рату је као генералштабни бригадни генерал био начелник штаба 1. армије и после капитулације спроведен је у заробљенички логор у Хамелбургу. После завршетка рата 1945. године остао је у иностранству. Као изузетно образован официр био је од 1954. до 1967. године шеф дворске канцеларије и први ађутант краља Петра II. Преминуо је у Берну, Швајцарска, 30. јуна 1980. године у 90. години живота. Написао је опширну и документовану студију о узроцима југословенског пораза 1941. године, која је често цитирана.
У ратовима је два пута рањаван. Поред официрског ордена Карађорђеве звезде са мачевима 4. реда, био је одликован са још 15 домаћих и страних одликовања као што су орден Белог орла 5. степена, Златном и Сребрном медаљом за храброст, француским ратним крстом са палмом итд.